# 4564 Clayton
A 4564 Clayton (ideiglenes jelöléssel 1981 ET16) a Naprendszer kisbolygóövében található aszteroida. Schelte J. Bus fedezte fel 1981. március 6-án.